# Weltmeisterschaften im Gewichtheben 1981
Die 55. Weltmeisterschaften im Gewichtheben der Männer fanden vom 12. bis 20. September 1981 in der französischen Stadt Lille statt. An den von der International Weightlifting Federation (IWF) im Zweikampf (Reißen und Stoßen) ausgetragenen Wettkämpfen nahmen 194 Gewichtheber aus 35 Nationen teil.

## Medaillengewinner

### Männer

#### Klasse bis 52 Kilogramm
Samstag: 12. September 1981
| Disziplin | Gold                | Gold         | Silber         | Silber   | Bronze           | Bronze   |
| --------- | ------------------- | ------------ | -------------- | -------- | ---------------- | -------- |
| Reißen    | Kanybek Osmonalijew | 110,0 kg 000 | Jacek Gutowski | 110,0 kg | Kazushito Manabe | 107,5 kg |
| Stoßen    | Kanybek Osmonalijew | 137,5 kg 000 | Ho Bong-chol   | 132,5 kg | Kazushito Manabe | 132,5 kg |
| Zweikampf | Kanybek Osmonalijew | 247,5 kg     | Jacek Gutowski | 240,0 kg | Kazushito Manabe | 240,0 kg |

#### Klasse bis 56 Kilogramm
Sonntag: 13. September 1981
| Disziplin | Gold                 | Gold     | Silber               | Silber   | Bronze           | Bronze   |
| --------- | -------------------- | -------- | -------------------- | -------- | ---------------- | -------- |
| Reißen    | Andreas Letz         | 120,0 kg | Anton Kodschabaschew | 117,5 kg | Nikolay Zakharov | 117,5 kg |
| Stoßen    | Anton Kodschabaschew | 155,0 kg | Andreas Letz         | 152,5 kg | Nikolay Zakharov | 147,5 kg |
| Zweikampf | Anton Kodschabaschew | 272,5 kg | Andreas Letz         | 272,5 kg | Nikolay Zakharov | 265,0 kg |

#### Klasse bis 60 Kilogramm
Montag: 14. September 1981
| Disziplin | Gold             | Gold     | Silber           | Silber       | Bronze          | Bronze   |
| --------- | ---------------- | -------- | ---------------- | ------------ | --------------- | -------- |
| Reißen    | Daniel Núñez     | 135,0 kg | Beloslaw Manolow | 132,5 kg 000 | Jurik Sarkisjan | 130,0 kg |
| Stoßen    | Beloslaw Manolow | 170,0 kg | Daniel Núñez     | 167,5 kg 000 | Jurik Sarkisjan | 165,0 kg |
| Zweikampf | Beloslaw Manolow | 302,5 kg | Daniel Núñez     | 302,5 kg     | Jurik Sarkisjan | 295,0 kg |

#### Klasse bis 67,5 Kilogramm
Dienstag: 15. September 1981
| Disziplin | Gold         | Gold     | Silber           | Silber   | Bronze                 | Bronze   |
| --------- | ------------ | -------- | ---------------- | -------- | ---------------------- | -------- |
| Reißen    | Daniel Senet | 150,0 kg | Joachim Kunz     | 150,0 kg | Mintscho Paschow       | 147,5 kg |
| Stoßen    | Joachim Kunz | 190,0 kg | Mintscho Paschow | 182,5 kg | Karl-Heinz Radschinsky | 175,0 kg |
| Zweikampf | Joachim Kunz | 340,0 kg | Mintscho Paschow | 330,0 kg | Daniel Senet           | 320,0 kg |

#### Klasse bis 75 Kilogramm
Mittwoch: 16. September 1981
| Disziplin | Gold         | Gold         | Silber          | Silber   | Bronze          | Bronze   |
| --------- | ------------ | ------------ | --------------- | -------- | --------------- | -------- |
| Reißen    | Janko Russew | 157,5 kg 000 | Alexander Perwi | 155,0 kg | Julio Echenique | 152,5 kg |
| Stoßen    | Janko Russew | 202,5 kg 000 | Alexander Perwi | 202,5 kg | Hermann Kubenka | 190,0 kg |
| Zweikampf | Janko Russew | 360,0 kg     | Alexander Perwi | 357,5 kg | Julio Echenique | 340,0 kg |

- Russew bewältigte im Stoßen in einem zusätzlichen Versuch 206,0 kg.

#### Klasse bis 82,5 Kilogramm
Donnerstag: 17. September 1981
| Disziplin | Gold            | Gold     | Silber         | Silber   | Bronze             | Bronze   |
| --------- | --------------- | -------- | -------------- | -------- | ------------------ | -------- |
| Reißen    | Jurik Wardanjan | 170,0 kg | Assen Slatew   | 170,0 kg | Janusz Alchimowicz | 160,0 kg |
| Stoßen    | Jurik Wardanjan | 222,5 kg | Dušan Poliačik | 210,0 kg | Assen Slatew       | 202,5 kg |
| Zweikampf | Jurik Wardanjan | 392,5 kg | Assen Slatew   | 372,5 kg | Dušan Poliačik     | 367,5 kg |

- Wardanjan bewältigte im Reißen in einem zusätzlichen Versuch 178,0 kg.
- Wardanjan bewältigte im Stoßen 223,0 kg , aber auf Grund der 2,5-Kilogramm-Regel gingen 222,5 kg in die Zweikampfwertung ein.

#### Klasse bis 90 Kilogramm
Freitag: 18. September 1981
| Disziplin | Gold           | Gold         | Silber             | Silber   | Bronze             | Bronze   |
| --------- | -------------- | ------------ | ------------------ | -------- | ------------------ | -------- |
| Reißen    | Blagoj Blagoew | 185,0 kg     | Juri Sacharewitsch | 180,0 kg | Andrzej Piotrowski | 167,5 kg |
| Stoßen    | Blagoj Blagoew | 220,0 kg 000 | Juri Sacharewitsch | 217,5 kg | Lubomir Usherov    | 212,5 kg |
| Zweikampf | Blagoj Blagoew | 405,0 kg     | Juri Sacharewitsch | 397,5 kg | Lubomir Usherov    | 380,0 kg |

#### Klasse bis 100 Kilogramm
Samstag: 19. September 1981
| Disziplin | Gold        | Gold     | Silber            | Silber   | Bronze            | Bronze   |
| --------- | ----------- | -------- | ----------------- | -------- | ----------------- | -------- |
| Reißen    | Viktor Sots | 182,5 kg | András Hlavati    | 177,5 kg | Bruno Matykiewicz | 175,0 kg |
| Stoßen    | Viktor Sots | 225,0 kg | Veselin Osikovski | 217,5 kg | Bruno Matykiewicz | 217,5 kg |
| Zweikampf | Viktor Sots | 407,5 kg | Bruno Matykiewicz | 392,5 kg | Veselin Osikovski | 387,5 kg |

#### Klasse bis 110 Kilogramm
Samstag: 19. September 1981
| Disziplin | Gold                | Gold     | Silber              | Silber   | Bronze            | Bronze   |
| --------- | ------------------- | -------- | ------------------- | -------- | ----------------- | -------- |
| Reißen    | Wjatscheslaw Klokow | 185,0 kg | Valery Kravchuk     | 180,0 kg | Plamen Asparuchow | 180,0 kg |
| Stoßen    | Valery Kravchuk     | 235,0 kg | Anton Baraniak      | 227,5 kg | Plamen Asparuchow | 225,0 kg |
| Zweikampf | Valery Kravchuk     | 415,0 kg | Wjatscheslaw Klokow | 410,0 kg | Plamen Asparuchow | 405,0 kg |

#### Klasse über 110 Kilogramm
Sonntag: 20. September 1981
| Disziplin | Gold               | Gold     | Silber          | Silber   | Bronze            | Bronze   |
| --------- | ------------------ | -------- | --------------- | -------- | ----------------- | -------- |
| Reißen    | Anatolij Pysarenko | 187,5 kg | Rudolf Strejček | 187,5 kg | Antonio Krastew   | 185,0 kg |
| Stoßen    | Anatolij Pysarenko | 237,5 kg | Senno Salzwedel | 237,5 kg | Tadeusz Rutkowski | 232,5 kg |
| Zweikampf | Anatolij Pysarenko | 425,0 kg | Senno Salzwedel | 417,5 kg | Tadeusz Rutkowski | 415,0 kg |